# Fake: Un'indagine confidenziale
Fake (FAKE?) è un manga shōjo con forti tematiche omosessuali scritto da Sanami Matō e pubblicato a partire dal 1993. La storia si concentra sulla relazione d'amore fra Randy "Ryo" MacLean e Dee Laytner, due poliziotti di New York City. Da un capitolo del manga è stata tratta una versione anime OAV nel 1996, uscita anche in italiano in VHS e DVD il 2 maggio 2003, per conto di Yamato Video, con il titolo Fake: Un'indagine confidenziale.

## Trama
Randy è uno "sbirro" di origini giapponesi appena giunto a New York; gli viene assegnato come compagno di lavoro, Dee, un americano dall'atteggiamento molto sicuro di sé. I sette volumi del manga narrano in maniera molto dettagliata le loro avventure nei meandri della città violenta, oltre a scavare nel passato d'entrambi, mostrando come si sviluppa e costruisce un po' alla volta la loro relazione: molti dei capitoli del fumetto si concentrano sulla descrizione del rapporto sentimentale intercorrente tra i due.
Altri personaggi degni di nota sono Bikky e Carol, due bambini che hanno perduto le loro famiglie e che pertanto sono stati adottati da Ryo. JJ e Drake sono altri due investigatori della stessa sezione di polizia: il primo è letteralmente ossessionato da Dee, tanto da esserne follemente geloso. Berkeley Rose ha una passione simile nei confronti di Ryo. Quest'ultimo non è affatto timido né timoroso, tanto da riuscire a strappar qualche bacio, ogni qualvolta se ne presenti l'occasione propizia, al collega, con gran disappunto ed irritazione di Dee.
L'avventura è data dai casi che via via i due si trovano chiamati a risolvere, molti dei quali si amplieranno poi anche in situazioni del tutto personali, creando diversi flashback nei momenti più opportuni che consentono di conoscere avvenimenti del passato d'entrambi.

## Personaggi
Dee Laytner (ディー・レイトナー?, Dī Reitonā)
Doppiato da: Tomokazu Seki (ed. giapponese), Mauro Gravina (ed. italiana)
Un giovane poliziotto bruno che non ama affatto i "ribelli" della società. Il suo umore può passare da ironico e scherzoso a serio e tranquillo in un battibaleno; a volte lunatico, si preoccupa però molto per le persone che gli stanno più vicine. Ha avuto varie donne in passato, e a suo dire continuano a piacergli, ma da quando ha incontrato Ryo se n'è subito innamorato, in quanto lo considera l'unico uomo davvero perfetto per lui e degno d'essere amato.
A volte può sembrare maleducato e invadente, ma ha uno stretto senso dell'onore e della giustizia, anche molto oltre la norma generale: non potrebbe davvero mai, ad esempio, approfittarsi di qualcuno per un suo fine privato o interesse.
Afferma categoricamente che proprio non riesce a sopportare i bambini, e gioca spesso a far la parte e recitare il ruolo di zio burbero e cattivo con Bikky, specialmente quando si tratta d'imporre un po' di disciplina al ragazzo monello. Alla fin fine risulta esser molto protettivo nei confronti sia di Carol che di Bikky, ed è benvoluto da tutti i bambini dell'orfanotrofio che va a volte a visitare, lo stesso in cui lui ed il suo amico d'infanzia Tommy sono cresciuti.
Il cognome Laytner gli è stato dato dal poliziotto che per primo lo aveva trovato e soccorso in un vicolo, abbandonato a sé stesso e senza speranze: continuò a vederlo come una figura paterna, anche dopo essersi rivelato molto meno che perfetto. È un uomo alla ricerca di una stabilità interiore per il tempo della vita che gli rimane ancora.
Randy "Ryo" MacLean (ランディ・リョウ・マクレーン?, Randi Makurīn)
Doppiato da: Nobuo Tobita (ed. giapponese), Maurizio Romano (ed. italiana)
Ufficiale di polizia mezzo giapponese coi capelli castano chiari. Un uomo timido e sensibile, molto serio e maturo, ha perduto entrambi i genitori prima di compiere 18 anni. Prende il piccolo Bikky a vivere con sé, è molto sicuro di sé e di ciò che vuole veramente ed è davvero molto affezionato al suo compagno di lavoro e di vita: anche se continua ad essere un po' a disagio ogni volta che Dee lo chiama per nome (in giapponese chiamare una persona col nome di battesimo implica un fortissimo grado d'intimità), essendo lui di carattere molto riservato. Tuttavia, come Dee gli impone il nome Ryo, anche tutti gli altri colleghi iniziano ad adottarlo, costringendolo così ad aprirsi un po' di più.
Altamente suggestionabile, un po' troppo spesso tende a sopravvalutare i consigli altrui e di rimando sottovalutare le proprie idee personali, mettendo in dubbio così le sue doti e capacità, e questo lo deprime.
Ama molto i bambini ed ama circondarsi costantemente del loro calore ed affetto: di indole compassionevole, si cura poco del denaro (ma ciò non gl'impedisce d'essere accorto e risparmiatore). Ama i fiori ed ha un'idea molto chiara di come vorrebbe andassero realmente le cose del mondo e della vita; ma Dee tende sempre a rovinargli questi suoi bei piani e buoni propositi, col suo atteggiamento informale nei confronti delle regole e dell'ordine costituito, oltre che per il suo carattere e comportamento a volte abbastanza confusionario.
Mentre Ryo si mostra con coloro che non conosce come amichevole e timido, rare volte perde il controllo dei suoi nervi proprio a causa di Bikky (con le sue marachelle) e Dee, facendo veder così anche il suo lato più "oscuro". Questo fatto sembra turbarlo, e può esser parte del motivo per cui la presenza di Dee lo rende a volte inquieto ed insicuro. In un primo momento rimane confuso dai forti sentimenti che Dee dimostra di avere nei suoi confronti e cerca pertanto d'allontanarsene; poi però col tempo gli si affeziona molto, tanto da esser geloso quando qualcun altro bacia Dee. Assieme a lui, a suo fianco, egli finalmente accetta con pienezza tutto quello che sente e prova; in conclusione è per merito di Dee che ha accettato completamente sé stesso e le sue inclinazioni.
Bikky (ビッキー?, Bikkī)
Doppiato da: Rica Matsumoto (ed. giapponese), Tatiana Dessi (ed. italiana)
Un bambino afroamericano. Tratta Ryo come fosse il suo vero padre e si comporta di conseguenza, ovvero facendolo disperare. All'inizio proprio non gli va a genio Dee, soprattutto quando s'accorge che ha messo gli occhi su Ryo: non si fida temendo che possa ferire il "padre" con la sua fama da impenitente donnaiolo, utilizzandolo solo per i suoi bassi scopi sessuali. Bikky giura a sé stesso pertanto di protegger Ryo dalle insidie di Dee, impegnandosi ed utilizzando tutte le tattiche in suo potere per cercar di tenerli separati.
Tuttavia, con l'evolversi degli eventi, il rispetto e la sincera ammirazione nei confronti di Dee crescono, finché non deciderà di smetter di far da intralcio alla loro relazione, accontentandosi invece di giocare con Dee la parte del ragazzetto indisciplinato e ribelle.
Carol (キャル?, Kyaru)
Doppiata da: Wakana Yamazaki (ed. giapponese), Ilaria Latini (ed. italiana)
Amica di Bikky. Ripete sempre che non vuole fidanzarsi con nessuno fino a quando non avrà 18 anni, perché è questa l'età in cui suo padre ha incontrato sua madre. Non ha la fedina penale completamente pulita, difatti non disdegna qualche borseggio ogni tanto e ciò la mette certe volte in situazioni pericolose. Civettuola, gioca coi "potenziali" pretendenti lasciandoli sempre in sospeso senza sbilanciarsi; ha un'elevata autostima ed è davvero molto improbabile che permetta mai a qualcuno di aver la meglio su di lei senza prima combattere strenuamente.
A differenza di Bikky a lei è piaciuta subito molto l'idea di Dee e Ryo come coppia e cerca per quanto può d'aiutarli, frenando Bikky quando questi si spinge troppo lontano nella sua opposizione ai due.
Jemmy J. "JJ" Adams (ジェミー・J・アダムス?, Jemī J. Adamusu)
Doppiato da: Tetsuya Iwanaga (ed. giapponese), Corrado Conforti (ed. italiana)
Un ex compagno di scuola di Dee presso l'accademia di polizia; è un tiratore espertissimo, secondo solo a Ryo. Ha la notevole abilità di mostrare il suo lato più serio solo rarissimamente, difatti consuma la maggior parte del suo tempo correndo dietro a quel sex-symbol di Dee, cercando d'essere ricambiato. Crede fermamente nella naturale bontà degli esseri umani, e questo modo "rousseauiano" di pensare è del tutto intrinseco alla sua visione del mondo: si cura molto delle persone che gli stanno vicino ed è sorprendentemente pacifista considerando la professione che si trova a svolgere.
Il suo modo d'agire è di certo a volte abbastanza infantile e questo fa sì che i suoi colleghi non siano molto propensi ad averlo come compagno di lavoro; dimostra tuttavia d'esser un buon ascoltatore, nonostante solitamente non sembri prendere niente sul serio. In seguito rinuncerà a conquistare Dee ed accetterà pienamente il fatto che sta invece con Ryo; poco dopo "ruberà" un bacio al suo collega Drake e gli strapperà la promessa d'un appuntamento galante.
Berkeley Rose (バークレー・ローズ?, Bākurē Rōzu)
Doppiato da: Masashi Ebara (ed. giapponese), Giorgio Locuratolo (ed. italiana)
Li ha conosciuti per la prima volta mentre i due si trovavano in vacanza nel Lake District. Dee lo prese immediatamente in antipatia, sensazione questa che sembrava reciproca; inizialmente appare come un perfetto eterosessuale ma poi diviene del tutto evidente che gran parte della sua ostilità nei confronti di Dee è causata dalla gelosia, in quanto si sente anche lui disperatamente attratto da Ryo. Dee comincerà a un certo punto a prendere finalmente atto di quest'situazione, considerando Berkeley da quel momento in poi più come una minaccia "sentimentale" che come un vero e proprio oppositore a priori.
Per certi aspetti è molto simile a Dee, ma si presenta come più freddo, controllato, impassibile, molto lontano quindi dall'apparente superficialità esistenziale che caratterizza Dee; ha uno sguardo estremamente penetrante (per questo Ryo cerca sempre d'evitar d'incontrarsi coi suoi occhi). Riesce a vedere tutte le indagini per omicidio a cui partecipa come fossero un gioco e nulla più. Non ha alcun timore d'abusare della sua posizione, in qualità di commissario, per cercar d'ottenere quel che vuole. È perennemente concentrato su qualcosa: Diana è innamorata di lui ma egli la rifiuta per paura d'esprimere le proprie più vere emozioni.
Diana Spacey (ダイアナ・スペーシー?, Daiana Supēshī)
Una brillante agente dell'FBI, sempre felice di lavorar insieme a Dee. Si abbiglia come una vamp (è difatti un'implacabile "civetta") violando costantemente il codice d'autoregolamentazione interno alle orze dell'ordine; non ha paura d'usare le sue più che sviluppate attrattive sessuali come un'arma da impugnare a proprio vantaggio (perciò Bikky si trova sempre in soggezione di fronte a lei). Pratica con profitto le arti marziali, è sempre pienamente in grado di difendersi autonomamente davanti a qualsiasi situazione potenzialmente pericolosa.
È molto innamorata di Berkeley (lo ha desiderato fin dal primo momento in cui l'ha visto), ma questi la vede e la tratta niente più che come una sorella; in questo caso la sua accentuata sfrontatezza non gioca certo a suo vantaggio. Disposta a tutto pur di risvegliare in lui voglie perverse nei suoi confronti, alla fine riuscirà a fargli confessare i suoi sentimenti verso di lei, giungendo così ad una doppia dichiarazione d'amore.
Drake Parker (ドレイク・パーカー?, Doreiku Pākā)
Doppiato da: Kenichi Ono (ed. giapponese), ? (ed. italiana)
Compagno di lavoro di JJ, uno "sfigato" perenne e senza speranza. Viene sempre scaricato dalle ragazze. Un tipo scansafatiche che odia più d'ogni altra cosa al mondo il doversi alzar dal letto la mattina; avrebbe davvero bisogno di mettersi insieme a qualcuno che si potesse prender cura di lui, tanto da risolvergli i suoi molteplici problemi e guai che si trova costantemente a dover affrontare irrimediabilmente da solo.
Dopo che J.J. gli confida d'aver rinunciato a far la corte a Dee, lo conforta donandogli un bacio pieno di passione: finiscono così per mettersi d'accordo nel fissare una data in cui poter avviare felicemente la loro reciproca vita erotica. Drake finalmente è felice e realizzato, sentendo di non dover più chieder nulla al mondo.
Ted (テッド?, Teddo)
Doppiato da: Kazuhiro Nakata (ed. giapponese), ? (ed. italiana)
Non si sa quasi nulla sul suo conto, è un investigatore nello stesso ufficio di Ryo e Dee. Proprio come Drake, non dimostra aver molta considerazione per il Capo.
Ispettore Warren Smith (ウォーレン・スミス?, Uōren Sumisu)
Doppiato da: Yōsuke Akimoto (ed. giapponese), Mario Bombardieri (ed. italiana)
Capo di Ryo e Dee. Mentre la maggior parte de suoi sottoposti si dimostrano essere davvero poco rispettosi nei suoi riguardi, Ryo lo tiene in alta considerazione, vedendolo come una sorta di figura paterna sostitutiva per i giovani che sono sotto il suo comando; un fatto questo che gli altri sembrano non riconoscere. Sempre burbero ed agitato ad ogni minimo avvenimento imprevisto, anche per la questione più banale ci mette sempre il massimo impegno possibile.

## Media

### Manga
Il manga scritto e disegnato da Sanami Matō, è stato serializzato dal 1993 al 6 maggio 2000 sulla rivista BexBoy edita da Biblos. I vari capitoli sono stati raccolti in sette volumi tankōbon pubblicati dal 10 settembre 1994 al 10 agosto 2000.
Dopo la chiusura della casa editrice Biblos nell'aprile 2006, i diritti della serie sono stati acquistati da Mediation, che ha ripubblicato la serie in cinque volumi insieme a una nuova storia aggiuntiva sul retro di ciascuno.
Una seconda serie intitolata FAKE second ad opera della stessa autrice, è stata serializzata dal 12 maggio 2007 sulla rivista Hug edita da Asuka Shisha, anch'essa di proprietà di Mediation. La serie è stata poi raccolta in cinque volumi tankōbon.
Una terza serie dal titolo FAKE 3  sempre ad opera di Sanami Matō, è stata pubblicata dal 2010 al 2011 sempre sulla testata Hug di Asuka Shisha. I capitoli sono stati raccolti in tre tankōbon.
| Nº | Data di prima pubblicazione | Data di prima pubblicazione | Data di prima pubblicazione |
| Nº | Giapponese                  | Giapponese                  |                             |
| -- | --------------------------- | --------------------------- | --------------------------- |
| 1  | 10 settembre 1994           | ISBN 4-88271-261-X          |                             |
| 2  | 9 ottobre 1995              | ISBN 4-88271-337-3          |                             |
| 3  | 10 agosto 1996              | ISBN 4-88271-483-3          |                             |
| 4  | 24 dicembre 1996            | ISBN 4-88271-573-2          |                             |
| 5  | 18 marzo 1998               | ISBN 4-88271-770-0          |                             |
| 6  | 10 aprile 1999              | ISBN 4-88271-960-6          |                             |
| 7  | 10 agosto 2000              | ISBN 4-8352-1087-5          |                             |

### OAV
Un adattamento OAV diretto da Iku Suzuki e prodotto dallo studio d'animazione J.C.Staff, è stato pubblicato per il mercato home video giapponese nel corso del 1996. Il singolo episodio, dalla durata di un'ora, adatta un capitolo del manga.
In Italia è stato pubblicato da Yamato Video in VHS e DVD il 2 maggio 2003 con il titolo Fake: Un'indagine confidenziale.
L'episodio animato si basa su un capitolo specifico del manga, che racconta d'una loro indagine investigativa.
Dee e Ryo si trovano in vacanza in un albergo inglese in riva ad un lago. Ryo spera finalmente d'aver un po' di pace e tranquillità (era da una vita letteralmente che non andava in ferie); Dee spera d'ottener qualche appassionata effusione amorosa dall'amante (così restio concedergliele), approfittando anche dell'atmosfera romantica che li circonda. Tuttavia, le cose prendono presto una brutta piega quando un cadavere viene trovato a galleggiar in mezzo al lago. Dee e Ryo proprio non se la sentono di far "lavoro di polizia" anche quando sono in vacanza, ma d'altra parte è davvero difficile evitarlo quando la situazione lo richiede, come in quello specifico caso: sembra gli sia stato gettato di proposito letteralmente addosso.
Intanto s'incontrano con altri due ospiti dell'hotel, Arisa e Cindy; subito scatta una sorta di legame tra Arisa e Ryo, dato dal fatto che entrambi sono d'origine giapponese. Dopo una piacevole giornata trascorsa in compagnia, iniziano a sentirsi strani rumori e crepitii provenienti, a quanto sembra, dal sottoscala. I due detective iniziano ad indagare e ad un certo punto s'imbattono in Berkeley Rose, un poliziotto di New York che aveva già da tempo deciso d'indagar in proprio sugli strani fatti che stavano da ormai troppo tempo avvenendo in zona: è un tipo che si diverte a risolver delitti, "tanto per ammazzar il tempo" come dice lui stesso.
Da quel momento in poi la suspense cresce, apparendo anche ad un certo punto quali ospiti a sorpresa Bikky, Carol e JJ. Berkeley capirà presto chi è il colpevole, e del perché giunga ad uccider ogni giapponese che attraversi il suo cammino. Il problema è che Dee ha appena lasciato Ryo da solo nell'albergo in compagnia del killer.

## Accoglienza
Jason Thompson descrive il manga come un "influente manga shōnen'ai" e una parodia di successo delle serie poliziesche degli anni '80. Sebbene la trama non sia realistica, la storia non si prende mai troppo sul serio e offre personaggi adorabili e molte scene parodiche "piacevolmente kitsch" nello stile di City Hunter. Nell'Anime Encyclopedia, il manga viene indicato come un'imitazione di Arma letale. L'adattamento anime è un queer alla Agatha Christie, dove la storia avrebbe potuto fallire per via delle troppe apparizioni forzate di personaggi secondari del manga e di un caso di omicidio troppo semplice, che gli agenti di polizia incompetenti erano ancora in grado di risolvere per molto tempo. Invece, passano il loro tempo a parlare con i personaggi secondari, senza che questo muova la trama. Una storia "farsa romantica originale" diventa un film monotono e stereotipato. Ryo, in particolare, è entrato nel cliché della rappresentazione gay femminile: spalla, figura materna, obiettivo d'amore irraggiungibile e infine un vergine in difficoltà. Anche la rivista tedesca Animania si è lamentata del fatto che l'assassino fosse facile da indovinare e che alcuni dei personaggi fossero piuttosto fastidiosi. La storia offre anche "importanti intermezzi slapstick e situazioni del fumetto ben collocate". Il doppiaggio in lingua tedesca era fatto bene mentre la qualità dell'animazione era "obsoleta, ma abbastanza accettabile", soprattutto per il tempo in cui è stata creata. Il "titolo tecnicamente solido" è quindi consigliato agli appassionati del genere. Il manga offre "una storia divertente, nonostante la qualità media sia in termini di disegno che di contenuto". Le pagine a colori erano belle.
Un recensore di Anime News Network ha recensito l'OAV definendolo "divertente" per via della sua interpretazione comica della formula "l'omosessualità nel compagno di polizia".